# Tipula (Trichotipula) apache
Tipula (Trichotipula) apache is een tweevleugelige uit de familie langpootmuggen (Tipulidae). De soort komt voor in het Nearctisch gebied.